# 黛弘道
黛 弘道（まゆずみ ひろみち、1930年4月24日 - 2010年12月17日）は、昭和・平成時代の日本の歴史学者。専攻は日本古代史。学習院大学名誉教授。
東京大学教授の坂本太郎の弟子。律令国家・律令制度の成立史に関する研究で博士号を取得した。

## 経歴
- 昭和 5年（1930年）4月24日 - 群馬県北甘楽郡吉田村（現在、富岡市）に生まれる。
- 昭和23年（1948年）3月 - 群馬県立富岡中学校卒業
- 昭和24年（1949年）3月 - 東京高等師範学校（現在、筑波大学）文科第四部（歴史専攻）卒業
- 昭和24年（1949年）4月 - 東京大学教養学部文科二類（現在、三類）入学
- 昭和26年（1951年）4月 - 東京大学文学部国史学科進学
- 昭和28年（1953年）3月 - 東京大学文学部国史学科卒業
- 昭和30年（1955年）3月 - 東京大学大学院文科学研究科（国史学）修士課程修了
- 昭和33年（1958年）3月 - 東京大学大学院文科学研究科（国史学）博士課程満期退学
- 昭和33年（1958年）4月 - 東京大学教養学部助手に就任。
- 昭和36年（1961年）4月 - 学習院大学文学部史学科助教授に就任。
- 昭和44年（1969年）4月 - 学習院大学教授に昇任。
- 昭和60年（1985年）1月 - 『律令国家成立史の研究』により東京大学より文学博士の学位取得。
- 平成12年（2000年）3月 - 学習院大学を退職。
- 平成12年（2000年） - 学習院大学名誉教授の称号を受ける。
- 平成22年（2010年）12月17日 - 肺炎により死没。享年80。

## 著書
- 『古代人99の謎』、産報、1974.1.→大陸書房（文庫）1991.10.
- 『律令国家成立史の研究』、吉川弘文館、1982.12.
- 『古代学入門』、筑摩書房、1983.9.
- 『古代日本人の謎』、大和書房、1985.4.
- 『古代史を彩る女人像』、講談社学術文庫、1985.7.
- 『上毛野国と大和政権』、上毛新聞社、1985.12.
- 『物部・蘇我氏と古代王権』、吉川弘文館、1995.9.

## 監修・編著
- 『概説日本史』、共編、有斐閣、1977.2.
- 『図説日本の古典　万葉集』、共編、集英社、1978.4.
- 『図説日本の古典　古事記』、共編、集英社、1978.12.
- 『図説日本文化の歴史　奈良』、編著、小学館、1979.7.
- 『年表日本歴史　原始▽飛鳥・奈良』、編著、筑摩書房、1980.5.
- 『日本史の舞台　古代びと野望のあと』、編著、集英社、1982.2.
- 『読める年表　古代奈良篇』、監修、自由国民社、1982.12.
- 『海外視点日本の歴史　邪馬台国と倭の五王』、編著、ぎょうせい、1986.4.
- 『海外視点日本の歴史　聖徳太子と飛鳥仏教』、編著、ぎょうせい、1986.9.
- 『日本史古代』、監修、NHK学園、1986.11.
- 『戦乱の日本史〔合戦と人物〕　中央集権国家への道』、編著、第一法規、1988.6.
- 『古代王権と祭儀』、編著、吉川弘文館、1990.11.
- 『古文書の語る日本史　飛鳥・奈良』、編著、筑摩書房、1990.11.
- 『日本古代氏族人名辞典』、坂本太郎・平野邦雄監修、共編、吉川弘文館、1990.11.
- 『古代王権と祭儀』、編集、吉川弘文館、1990.11.
- 『古代を考える　蘇我氏と古代国家』、編著、吉川弘文館、1991.3.
- 『聖徳太子事典』、共編、新人物往来社、1991.4.
- 『古代国家の歴史と伝承』、編著、吉川弘文館、1992.2.
- 『古代史の謎　知れば知るほど』、監修、実業之日本社、1997.12.
- 『古代国家の政治と外交』、編著、吉川弘文館、2001.1.

## 注解
- 『日本古典文学大系　日本書紀（下）』、「用明天皇～舒明天皇」分担、岩波書店、1965.7.
- 『日本古典文学大系　日本書紀（上）』、「垂仁天皇・清寧天皇～仁賢天皇」分担、岩波書店、1967.3.
- 『日本思想大系　律令』、「儀制令・衣服令・仮寧令」分担、岩波書店、1976.12.

## 著作目録
- 黛弘道先生の還暦を祝う会編「黛弘道先生主要著作・論文目録」
- 黛弘道先生古稀記念会編「黛弘道先生略年譜及び主要著作・論文目録」
- 平田耿二編『古代日本研究文献総合目録』下巻、勉誠出版、1998.